# Frank Schönfeldt
Frank Schönfeldt (* 1955 in Hamburg-Blankenese) ist ein deutscher Segler.

## Werdegang
Schönfeldt begann im Alter von 18 Jahren mit dem Segelsport. Er lernte zunächst Groß- und Außenhandelskaufmann, dann beim Betrieb Schlott in Hamburg-Altona Segelmacher. 1982 gründete er die Segelmacherei Clown Sails, die er im Mai 2022 an Julius Raithel abgab.
Der für den Mühlenberger Segel-Club antretende Schönfeldt gewann mehr als 20 deutsche Meistertitel, darunter zwölf (2003, 2007, 2009, 2011–2019) in der Bootsklasse Conger, weitere in der Bootsklasse Pirat. Er nahm ebenfalls an Wettfahrten in den Klassen Varianta und J/24 teil. Schönfeldt wurde Europameister und gewann im Januar 2012 in Chile die erstmals ausgetragene Weltmeisterschaft in der Bootsklasse Pirat. Des Weiteren errang Schönfeldt acht Siege bei der Kieler Woche. In der Deutschen Segel-Bundesliga trat Schönfeldt zunächst für den Mühlenberger Segel-Club, später (2016) für die Entdecker- und Seefahrerfördervereinigung an.
Als Musiker brachte Schönfeldt mit der Gruppe Matrose Schönfeldt und die Schwimmwesten mehrere Tonträger heraus. 2005 baute er gemeinsam mit dem Berliner Ralf Kulicke im Elbe-Einkaufszentrum den längsten Modelleisenbahnzug der Welt auf (152 Meter lang), was ihm einen Eintrag ins Guinness-Buch der Rekorde einbrachte.